# 1995 típusú szerelvény
Az 1995 típusszámú vonatokat a londoni metró Northern vonalán használják. Jelenleg 106 ilyen típusú szerelvény van forgalomban, egyenként 6 kocsival.
A szerelvényeket 1998 június 12 és 2001 április 10 között állították üzembe. Az 1995-ös típusszámú megnevezéssel ellentétben a szerelvény küszöbein 1996 típusjelzés olvasható. Úgy gondolják, hogy az 1995 típusjelzés azért született, hogy megkülönböztesse a vonatokat a hasonló karakterű 1996-os típustól, amely a Jubilee line vonalán fut.
A két típus jellemzői között sok az átfedés, és mindkettő az Alstom gyárában készült Birminghamben.
Ugyanakkor a két szerelvénytípus ülései eltérőek, más a belső elrendezésük és a belső dizájn, illetve a Jubilee vonatai hét kocsiból állnak, azaz egy kocsival hosszabbak, mint az 1995-ös típus.
Ez az egyetlen metrószerelvény, amelyen az ajtók egyenként, egymástól függetlenül nyithatók és zárhatók. A vezetőfülkében az autostop fék a vonat jobb oldalán található, és amikor a vonat megáll a fék fogantyúját a vezetőnek el kell fordítania a menetidőben tartott pozícióhoz képest. Induláskor a fogantyút a vezető újra elfordítja és a piros emelőkart előre tolja.
Az 1996 és 1995 típusú szerelvények burkolata nagyon hasonlatos, mindkettőt az Alstom gyártotta. Ugyanakkor más fajta a vonatok vezérlőrendszere. Az 1995-ös típus vezérlőrendszere sokkal modernebb, ami arra utal, hogy a másik, Jubilee szerelvényeinek dizájnterveit időlegesen leállították 1991-ben (financiális okokból).
A szerelvényre telepítették az Alstom saját fejlesztésű „Onix” három-fázisú IGBT tranzisztorát. Összehasonlításként az 1996-os típusú szerelvények három-fázisú indukciós motorral üzemelnek, melyet egy egy-forrású átalakító táplál egy GTO tirisztor segítségével, ez a rendszer pedig a Class 465 Networker vonatokból származik.
A korábbi metrószerelvényeken – mint a legtöbb villanymotoros vonaton az 1990-es évekig – egyenáramú (DC) motorokat használtak. Mára ezeket nem tartják elég hatékonynak, részben azért, mert egy három-forrású váltóáramú indukciós motor ugyanazt az erőt képes kifejteni kisebb mérettel és tömeggel. A váltóáramú motorokban a maximális forgatónyomatékot akkor tudják elérni, amikor a tekercsek ellenállása megegyezik a reaktanciával. Továbbá a váltóáramú motorokat ipari környezetben többé-kevésbé folyamatosan alkalmaznak, éppen ezért nagy felületű ellenállókat használnak az indító ellenállás növelése érdekében, illetve hogy fenntartsák a megfelelő forgatónyomatékot. Ez pedig nem volna hatékony egy kis méretű indulás/megállásra tervezett motorban. Végeredményül az 1980-as években az elektronikai vezérlőrendszer feltalálása révén lett a váltóáramú motor életképes a vonatok gyártásában. A motort felszerelhetik statikus átalakítóval, illetve az átalakító kimeneti frekvenciájának váltakozásával lehetséges, hogy az áramerősség frekvenciája a tekercseken mindig egyenletes legyen.
A GTO tirisztor - amit a Jubilee line 1996 típusszámú szerelvényein használnak - ezt a jelenséget úgy éri el, hogy a rövid impulzusokat „kivágja” az áramból. Ugyanakkor a modern váltóáramú meghajtórendszerek – mint amilyen az 1995 típusú szerelvényben is van – a korábban említett IGBT tranzisztorral vannak felszerelve, és ennek folytán nagy árammennyiséget képesek nagyon gyorsan átalakítani károsodás nélkül. Ebből adódóan a hangos „síró” zaj a Northern vonal vonatain sokkal kevésbé érzékelhetőek, mint a Jubilee line vonalain közlekedők esetében.
2007 októbere óta az 1995 típusú szerelvények ülései királykék huzatot kaptak, mint ahogy az 1996, illetve az 1973 típusokon is. Az ülések újrakárpitozása 2008 elején fejeződött be.

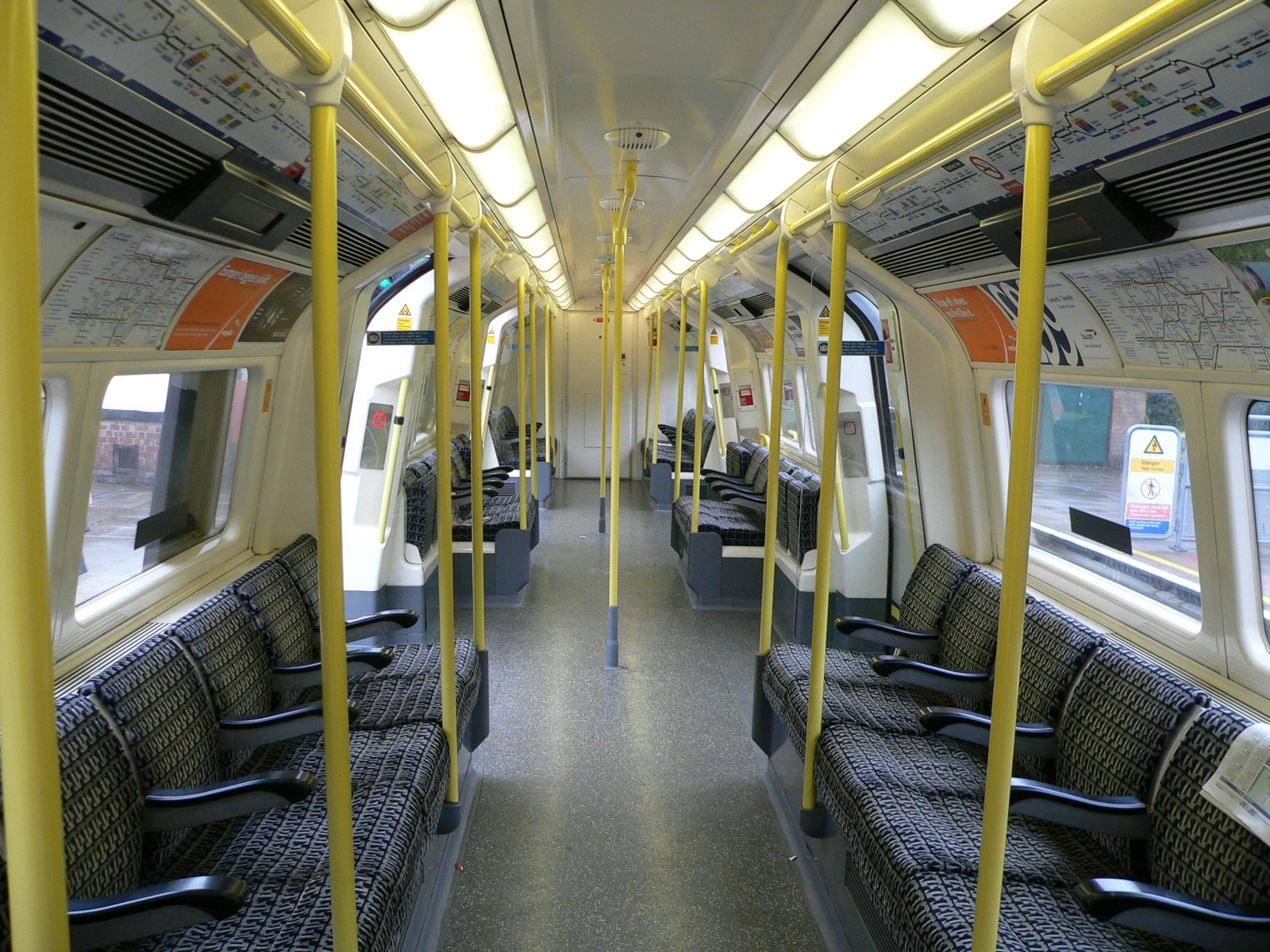
A belső kialakítása

## Utastájékoztató rendszer
A Northern line szerelvényeit automata hangbemondásos tájékoztatóval szerelték fel (Celia Drummond hangja). Példa a bemondásra:
- „This station is Clapham Common, this train terminates at High Barnet via Bank” (Ez az állomás Clapham Common. A vonat High Barnet állomásig közlekedik Bank megállón át.)
- ”This station is Bank, change here for Docklands Light Railway, Waterloo & City Line, Circle, Central and District Lines, this train terminates at Edgware” (Ez az állomás Bank. Átszállhatnak a DLR-re, a W&C line-ra, a Circle-re, a Central-ra, a Distric line-ra. Ez a vonat Edgware állomásig közlekedik.)

A Northern Line hangbemondása egyedi abban a tekintetben, hogy a vasúti átszállási lehetőségek bemondásakor „Main Line and Suburban Rail Services”-t (Fővonali és külvárosi vasút) mond, míg a többi metró hangbemondásán „National Rail Services” (állami vasútvonalak) hangzik el.
A leghosszabb hangbemondás Euston állomáson hallható.

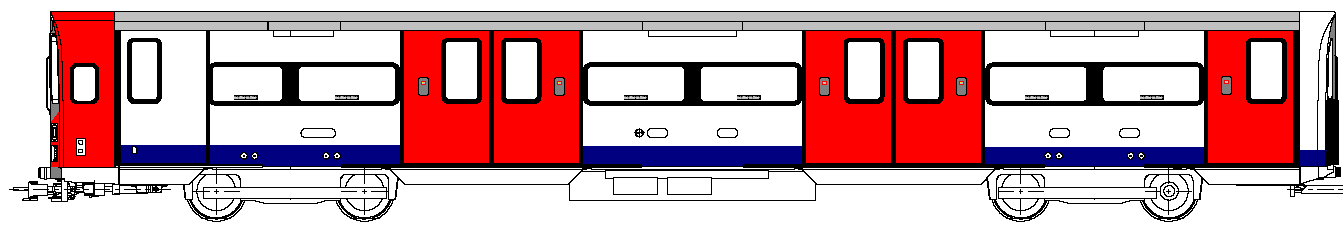
Vezetőfülkés motorkocsi ábrája

## Karbantartás
A vonal 1995 típusú szerelvényeit a London Underground Limited vállalat üzemelteti a Northern Line Service Provision Ltd-vel kötött szolgáltatási szerződés keretében. Utóbbi vállalkozás a gyártó Alstrom leányvállalata.
A szerelvények karbantartását a gyártó másik leányvállalata, az Alstrom Transport Limited végzi az északnyugat-londoni Golders Greenben és a délnyugat-londoni Morden telephelyeken. További kocsiszínek vannak Edgware, Hight Barnet és Highgate állomásoknál, valamint szerelővágányok Kennington és Euston állomásokon.

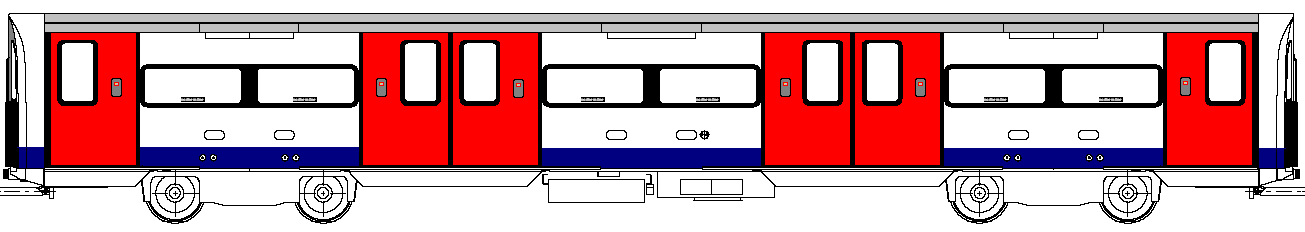
Vezetőfülke nélküli vontatott kocsi ábrája

## A szerelvény adatai
- A kocsik hossza egyenként: 17,77 m
- A kocsik szélessége egyenként: 2,63 m
- Magasság: 2,87 5m
- Ülőhelyek száma: 200, ezen felül minden kocsiban 20 támaszkodó ülés (itt ténylegesen nem ül az utazó, csak a vízszintes párnázott ülésnek nekitámaszkodik) és 48 felcsukható ülés található. A 6 kocsis vonaton összesen 24 db kerekesszékes utasok számára kialakított tér van.
- A hatkocsis vonaton összesen 914 utas fér el.

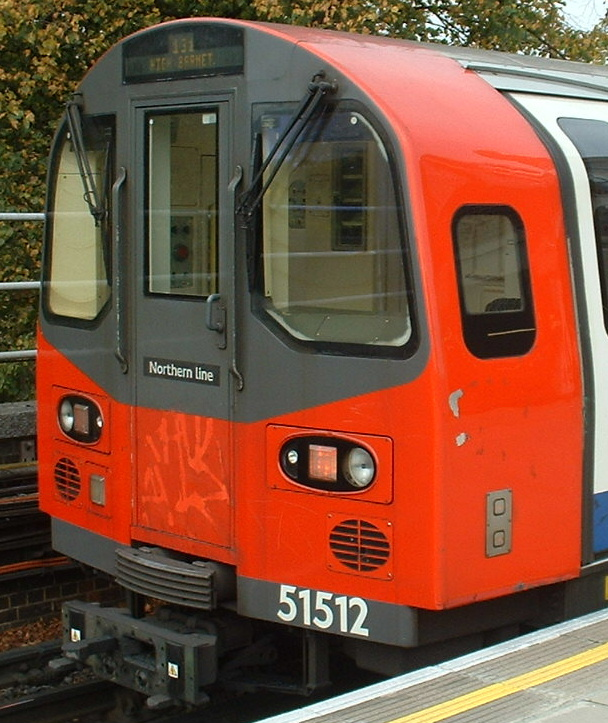
A vonat vezetőfülkéje kívülről

## Fordítás
Ez a szócikk részben vagy egészben  a   London Underground 1995 Stock című angol nyelvű Wikipédia-szócikk fordításán alapul.  Az eredeti cikk szerkesztőit annak laptörténete sorolja fel. Ez a jelzés csupán a megfogalmazás eredetét és a szerzői jogokat jelzi, nem szolgál a cikkben szereplő információk forrásmegjelöléseként.